# Zonas verdes de Carabanchel

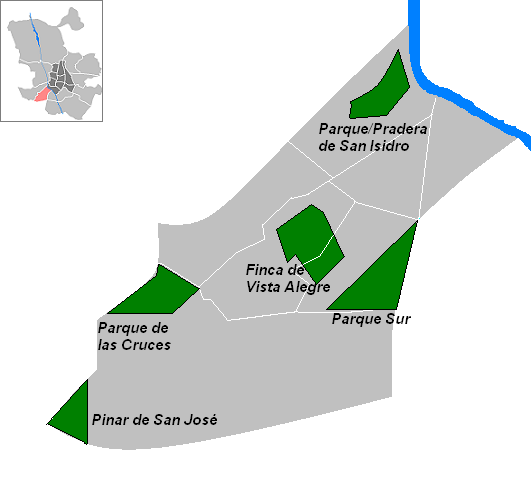
Localización de las grandes zonas verdes de Carabanchel

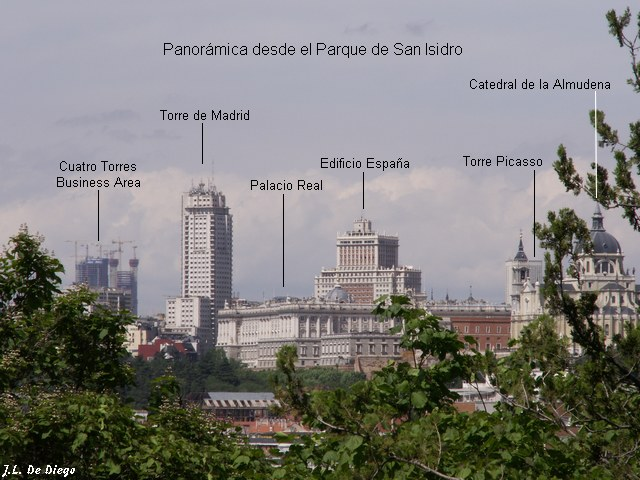
Vista de la línea del cielo de Madrid desde en la Pradera de San Isidro, Carabanchel. El distrito de Carabanchel se encuentra a una altitud mayor respecto al resto de la ciudad. Prueba de ello es el gran desnivel de calles como General Ricardos o la Avenida de los Poblados. Gracias a esta mayor altura, Carabanchel es uno de los mejores miradores de Madrid. Los mejores sitios para observar el Skyline de Madrid son Aguacate (Carabanchel Alto) o el Parque de San Isidro. Desde el Parque de San Isidro se puede observar con todo detalle edificios como la catedral de la Almudena, Plaza de España, Palacio Real, las cuatro torres, etc. Desde este mismo lugar Goya pintó en su sus cuadros de la Pradera de San Isidro en el que se observa el Palacio Real de fondo.

Carabanchel cuenta con más de 150 hectáreas de zonas verdes. Las tres zonas verdes más importantes de Carabanchel son el Parque Sur (Parque Emperatriz María de Austria) el Parque de las Cruces y el Parque de San Isidro.
Las calles con mayores zonas verdes son la Vía Lusitana y la Avenida de los Poblados.
| Nombre del Parque     | Hectáreas | Localización               | Metro                                 | Autobús                  |
| Parque Sur            | 66,00     | Mapa del Parque Sur        | Plaza Elíptica, Abrantes, Pan Bendito | 47 81 108 116 118 247 E1 |
| Parque de las Cruces  | 44,50     | Mapa Parque de las Cruces  | Aluche, Carabanchel Alto              | 47 34 35 121 131 139155  |
| Finca de Vista Alegre | 44        | Mapa Finca de Vista Alegre | Vista AlegreSan Francisco             | 34 35                    |
| Parque de San Isidro  | 32        | Mapa Parque de San Isidro  | Márques de Vadillo                    | 17 50 116 118 119 34 35  |
| Pinar de San José     | 14        | Mapa Pinar de San José     | La Peseta                             | 34 35 118                |

Parque Sur (Parque Emperatriz María de Austria)
Es la mayor zona verde por extensión de Carabanchel. Su extensión es más o menos la mitad del parque del Retiro. Se encuentra entre Plaza Elíptica (toda la vía Lusitana) y la Avenida de los Poblados. Cuenta con pista de ciclista y campos de fútbol. A comienzos de los años 2000, la vía Lusitana fue remodelada al completo creado un paseo a ambos lado de esta avenida. En el Parque Sur podemos diferenciar dos partes, el parque antiguo y la ampliación realizada. En la ampliación se creó un lago, zonas para perros, gradas para espectáculos, etc. Debido a la construcción del intercambiador de Plaza Elíptica, muchos de sus árboles fueron talados. Esta acción fue muy protestada por los vecinos.
Parque de las Cruces
Es un parque que comparten los distritos Carabanchel y la Latina. Es la segunda zona verde más importante del distrito. Por este parque pasa el Anillo Verde Ciclista, y alberga campos de fútbol. Lo más característico de este parque es su lago y río que recorren el parque. Fue creado gracias a la lucha de la asociación de vecinos de Carabanchel Alto, ya que en un principios estos terrenos iba a ser destinado para pisos.
Parque de San Isidro
Finca de Vista Alegre
Es un entorno histórico con diversos edificios de titularidad pública. Ha de tenerse en cuenta que está amurallada y dividida en parcelas de acceso no libre entre ellas. Por ello, solo una parte es visitable.